# قرینه‌دندانان
قرینه‌دندانان (نام علمی: Symmetrodonta) نام یک راسته از رده پستانداران است.